# Den internationale konvention om økonomiske, sociale og kulturelle rettigheder
Den internationale konvention om økonomiske, sociale og kulturelle rettigheder eller ØSKR-konventionen (eng.: International Covenant on Economic, Social and Cultural Rights (ICESCR)) er en multilateral konvention, der blev vedtaget af FN's generalforsamling 16. december 1966 og trådte i kraft 3. januar 1976.
Konventionen forpligter parterne til at sikre grundlæggende økonomiske, sociale og kulturelle rettigheder for deres indbyggere, herunder ret til sundhed, uddannelse og en passende levestandard. Pr. december 2008 havde 160 lande underskrevet og ratificeret konventionen. Yderligere 6 lande havde underskrevet, men endnu ikke ratificeret konvetionen. Danmark ratificerede konventionen i 1972.
Parterne er forpligtet til regelmæssigt at indrapportere til FN's komité for økonomiske, sociale og kulturelle rettigheder hvilke lovgivningsmæssige og politiske tiltag de har iværksat for at implementere de rettigheder, der fremgår af konventionen.